# Günther Krämer
Günther Krämer (* 30. November 1913 in Stettin; † 3. März 1978 in Bremen) war ein deutscher Politiker (DP, GDP, NPD) und Mitglied der Bremischen Bürgerschaft.

## Biografie
Krämer war als Polizeibeamter in Bremen tätig.
Er war nach 1945 Mitglied der DP bzw. GDP (Zusammenschluss aus DP und BHE) und nach 1965 der NPD; hier war er 1969–1973 Vorsitzender des NPD-Kreisverbandes Bremen-Nord.
Von 1955 bis 1959 war er für die DP und 1962/63 für die GDP sowie 1967 bis 1971 für die NPD Mitglied der 4., 5. und 7. Bremischen Bürgerschaft und Mitglied verschiedener Deputationen, u. a. für Inneres.